# 兰舒阿莱格里
兰舒阿莱格里是巴西巴拉那州的一个市镇。总面积167.646平方公里，总人口4097人，人口密度24.4人/平方公里。